# Pazzis Sureda
María Magdalena de Pazzis Sureda Montaner (Palma, 25 de febrero de 1907 – Génova –Mallorca- 11 de mayo de 1939) fue una escultora y pintora, hija de la pintora Pilar Montaner Maturana y del mecenas Juan Sureda Bimet. Su obra muestra claras tendencias expresionistas con influencia oriental.

## Biografía
De carácter rebelde y curioso, su vida y su obra estuvieron marcadas por una infancia feliz en Mallorca, el abandono de su única hija, la tuberculosis que sufrió más de la mitad de su vida, la guerra civil española y las relaciones tumultuosas que finalmente la condujeron al suicidio.
Formada entre 1931 y 1935 en los talleres de escultura de Tomás Vila, Aurelio Cabrera y Dionisio Pastor, Pazzis Sureda estaría fuertemente vinculada a las actividades artísticas desarrolladas en Ca's Potecari (Génova, Mallorca), donde se daban cita pintores y artistas mallorquines y foráneos, como Jacobo Sureda, Eleanor Sackett, Lorenzo Villalonga, Archie Gittes, Cicely Foster, George Copeland, Adolf Fleischmann, Frederick O’Hara, Francisco Vizcaíno López-Arteaga, Melanie Pflaum, Irving Pflaum, Pedro Sureda, o Jean Georges Cornelius.
Su relación con el pintor y litógrafo Frederick O’Hara y un viaje que hizo con él por el norte de África dejarían una intensa impronta en su pintura y en las esculturas realizadas en los años que precedieron a la guerra civil española. Durante su corta vida dejó una obra apasionada y muy dispersa. Su vida inspiró la novela Bolero de Melanie Pflaum y un soneto del poeta Jaume Pomar.